# Districtul Groß-Gerau
Groß-Gerau este un district rural (în germană Landkreis) din landul Hessa, Germania, a cărui reședință este orașul omonim.
1. 1 2 3  GeoNames